# Pasquale Falcone
Pasquale Falcone (Cava de' Tirreni, 13 settembre 1956) è un regista, sceneggiatore e attore italiano.

## Biografia
Pasquale Falcone nasce a Cava de' Tirreni il 13 settembre 1956. 
Di tutti i suoi spettacoli ha sempre scritto i testi, le musiche e curato la regia. A Cava de' Tirreni aveva un noto locale di nome "Porkys", famoso negli anni 1990 e chiuso nel 2008. Nel suo locale si sono esibiti comici del calibro di Alessandro Siani, Biagio Izzo, Aldo, Giovanni e Giacomo e tanti altri.

## Radio
- Varietà radiofonico "Collage", Radio Cava Centrale (1975)
- Varietà radiofonico "Collage 2", Radio Metelliana (1976)

## Filmografia

### Cinema
- Amore con la S maiuscola (2002)
- Lista civica di provocazione (2004)
- Io non ci casco (2008)
- Il profumo dei gerani (2010)
- Salerno-Reggio Calabria: io sicuramente me la cavo (2014)
- E se mi comprassi una sedia? (2016)
- Alessandra - Un grande amore e niente più (2017)

### Cortometraggi
- Indovina chi viene in gita (2007)

### Documentari
- Salerno-Reggio Calabria - Tutta la storia davanti (2012)
- VIVI - La filosofia del Sorriso (regia, 2021)

### Televisione
- Arrivano i nostri - giochi-quiz e cabaret – autore e conduttore (1977)
- Che strano sabato – autore e conduttore (1978)
- Scusi lei... di sabato cosa fa? – autore e conduttore (1980)
- Tandem (Rai 2, 1984)
- Stiffelius (Rai 3, 1985)
- I ragazzi del 99 (Rai 3, 1999)
- Feste (Italia 1, 1999)
- Così va il mondo (Rai 3, 2000)
- Alessandra - Come nasce un film (RealTime, 2017-2018)

## Teatro
- Scusi, c'è posto? – testi e regia di Pasquale Falcone (1981)
- Silenzio... si ride! – testi e regia di Pasquale Falcone (1982)
- Le farse cavaiole di Annamaria Morgera e Pasquale Falcone (1983)
- L'Italia s'è... rotta!!?? – testi, musiche e regia di Pasquale Falcone (1984)
- Porcello con le ali – testi, musiche e regia di Pasquale Falcone (1993)
- Mi spoglio per gioco – testi, musiche e regia di Pasquale Falcone (1993)
- Ho scelto un nome eccentrico – testi, musiche e regia di Pasquale Falcone (1995)
- Pene a'porteur – testi, musiche e regia di Pasquale Falcone (1996)
- Sesso & volentieri – testi, musiche e regia di Pasquale Falcone (1999)
- L'amore secondo me! – testi, musiche e regia di Pasquale Falcone (2002)
- Anche il Falcone è un uccello – testi, musiche e regia di Pasquale Falcone (2003)

## Premi e riconoscimenti
- 54º Festival Internazionale del Cinema di Salerno
  - 2003 - Premio al Film Amore con la S maiuscola - sezione Riflessioni
- 2003 - Premio Templi Paestum Tirreno Festival per il film Amore con la S maiuscola
- 2004 - Premio Cinema Calabria per il film Lista civica di provocazione
- Festival internazionale di sceneggiatura Opera Prima
  - 2005 - Premio Scrivere il cinema per il film Lista civica di provocazione
- 2005 - Premio Nino Rota per il film Lista civica di provocazione
- Premio Corti in Stabia
  - 2007 - Premio miglio corto per Indovina chi viene in gita
- Premio Flaiano
  - 2009 - Premio Concorso Italiano al film Io non ci casco